# حاکم جشمی
ابوسعد محسن بن محمد کرامه بیهقی بَروقَنی معروف به حاکم جِشُمی یا چِشُمی (رمضان ۴۱۳ – ۴۹۴ هجری) عالم و متکلم معتزلی و زیدیه در قرن پنجم بود. وی روستای چشام در بیهق متولد شد و به گفتهٔ ابن فندق از نسل محمد بن حنفیه بود، هرچند گمان نمی‌رود خانواده‌اش نسبت علوی داشته باشد. وی دارای کتاب تفسیر قرآنی به نام التهذیب  است.